# BNSF Railway

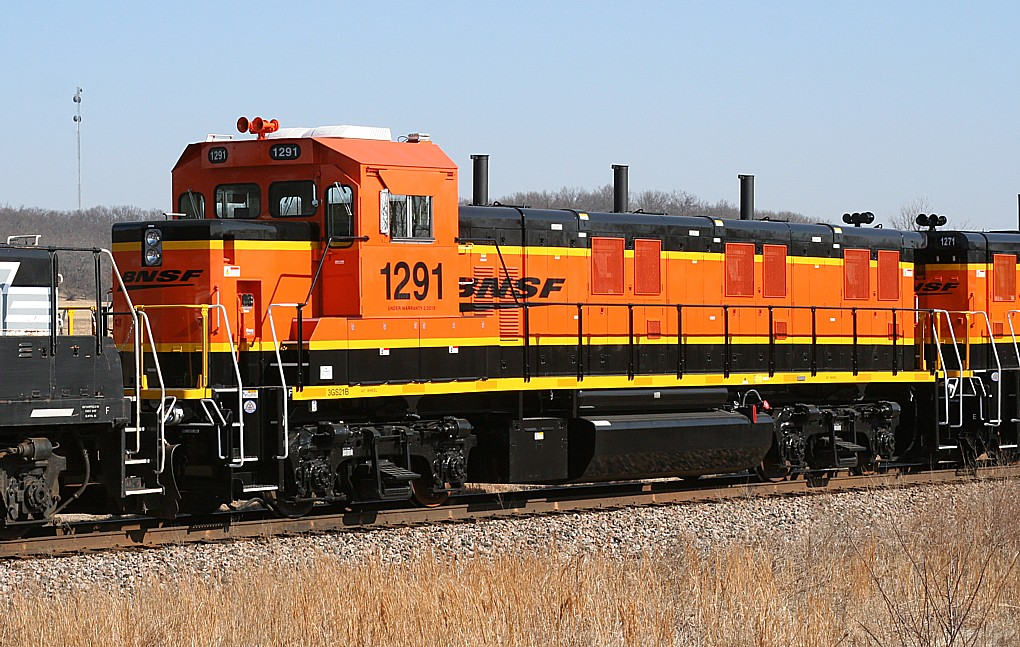
BNSF Railway 1291 NRE 3GS21B

De BNSF Railway (reporting mark BNSF), voorheen Burlington Northern and Santa Fe Railway, is een Amerikaanse spoorwegmaatschappij met het hoofdkantoor in Fort Worth, Texas. Het is een van de vier overgebleven transcontinental railroads. Het is een zogenaamde Class I railroad en is een van de grootste goederenvervoerders per spoor in Noord-Amerika, alleen de Union Pacific Railroad is groter. De BNSF vervoert de meeste goederen ter wereld.

## Holding en activiteiten
De eigenaar van de spoorweg is Burlington Northern Santa Fe, LLC, met het hoofdkantoor in Fort Worth, waarvan alle aandelen in handen zijn van Berkshire Hathaway. De spoorwegactiviteiten worden uitgevoerd door BNSF Railway Company.
BNSF Railway beschikt over een netwerk van 32.500 mijl aan spoorwegen. Hiervan heeft het bedrijf 23.000 mijl in eigendom en de rest zijn spoorwegen waar BNSF het recht heeft om er gebruik van te maken. Het beschikt over tientallen terminals waar de treinen worden geladen of gelost. BNSF beschikte in 2023 over circa 7500 locomotieven en 72.800 vrachtwagons.
Het is een van de grootste spoorwegmaatschappijen in het land en is actief in 28 Amerikaanse Staten vooral ten westen van de Mississippi. Het is ook op een kleine schaal actief in Canada. Belangrijk is het grensoverschrijdend transport naar buurlanden Mexico en Canada. In 2023 werd 34% van de transportomzet behaald met het vervoer van consumenten producten, industriële producten hadden een aandeel van 25%, agrarische producten van 24% en het omzetaandeel van steenkool was 17%. In 2023 was de omzet US$ 23,5 miljard en de nettowinst iets meer dan US$ 5 miljard.

## Geschiedenis
Op 31 december 1996, fuseerde de Santa Fe Railway met de Burlington Northern Railroad en vormde toen de Burlington Northern and Santa Fe Railway. Beide bedrijven zijn actief ten westen van de Mississippi, Burlington Northern vooral in het noorden en Santa Fe in het zuiden van de Verenigde Staten.
In 1999 kondigden de BNSF en de Canadian National Railway hun voornemen aan om te fuseren tot de North American Railways met het hoofdkantoor in Montreal, Canada. De Surface Transportation Board (STB) van de Verenigde Staten riepen een periode van 15 maanden uit waarbinnen geen fusies van spoorwegmaatschappijen uitgevoerd mochten worden; dit beëindigde deze fusie. Op 24 januari 2005 werd de naam officieel gewijzigd in de BNSF Railway.
Op 12 februari 2010 werd BNSF helemaal overgenomen door Berkshire Hathaway. Berkshire betaalde US$ 26,4 miljard voor de spoorwegmaatschappij in geld en aandelen. Berkshire had al een minderheidsbelang. Op het moment van de overname telde BNSF 40.000 medewerkers en had 6700 locomotieven voor een eigen spoornetwerk met een lengte van 32.000 mijl. Als een gevolg van de transactie verdween BNSF uit de S&P 500 aandelenindex en zijn plaats werd ingenomen door Berkshire Hathaway.

## Materieel
BNSF had aan het eind van 2007 zo'n 6400 locomotieven en 85.338 wagons beschikbaar.
- Gespecificeerd is dat:
  - 36.439 gesloten zelflossers (covered hoppers)
  - 13.690 open wagon (gondolas)
  - 7.948 gesloten goederenwagons (boxcars)
  - 11.428 open zelflossers (open hoppers)
  - 10.470 vlakke wagon (flatcars)
  - 4196 koelwagons (refrigerated "reefer" cars)
  - 416 autowagons (automobile cars)
  - 427 tankwagons (tank cars)
  - 324 "anders”
- Verder had BNSF:
  - 3.253 containers
  - 4070 auto’s
  - 1200 trailers
  - 163 passagierrijtuigen

## Kleurschema’s Locomotieven

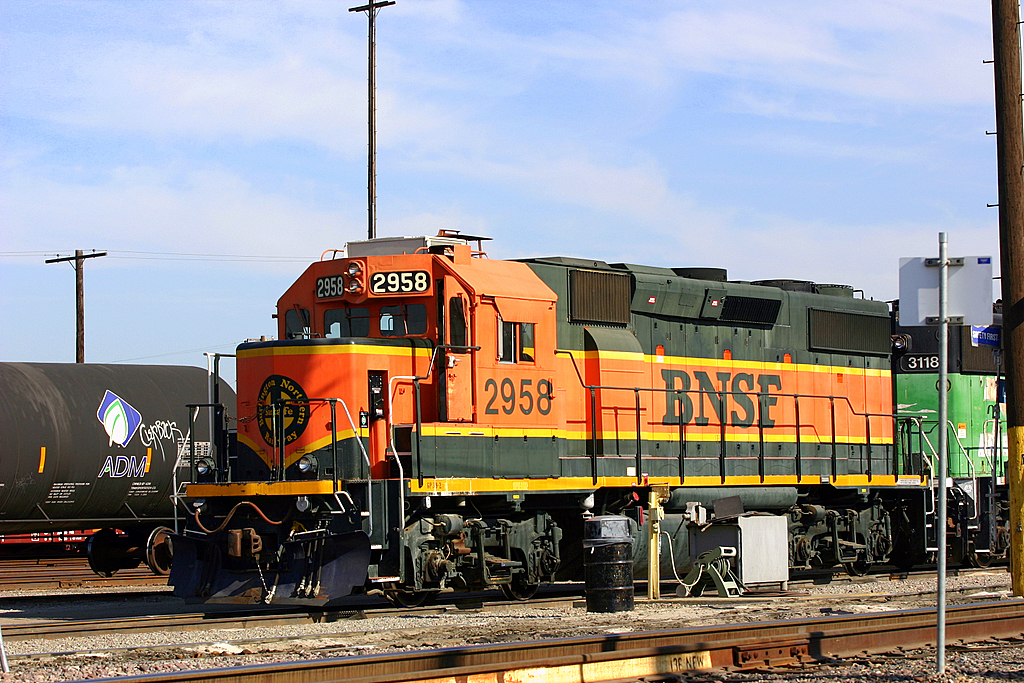
"Heritage I"
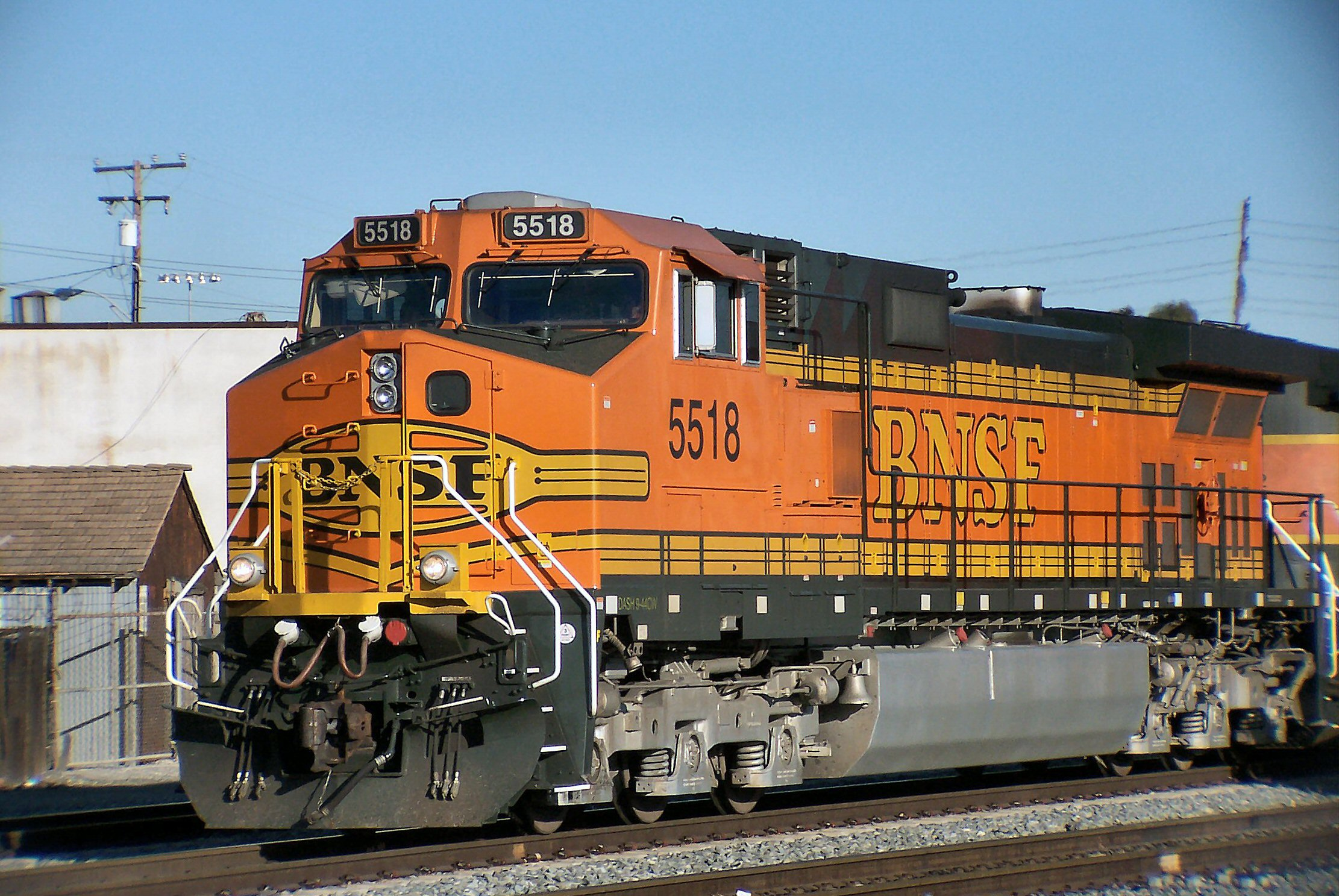
"Heritage II"
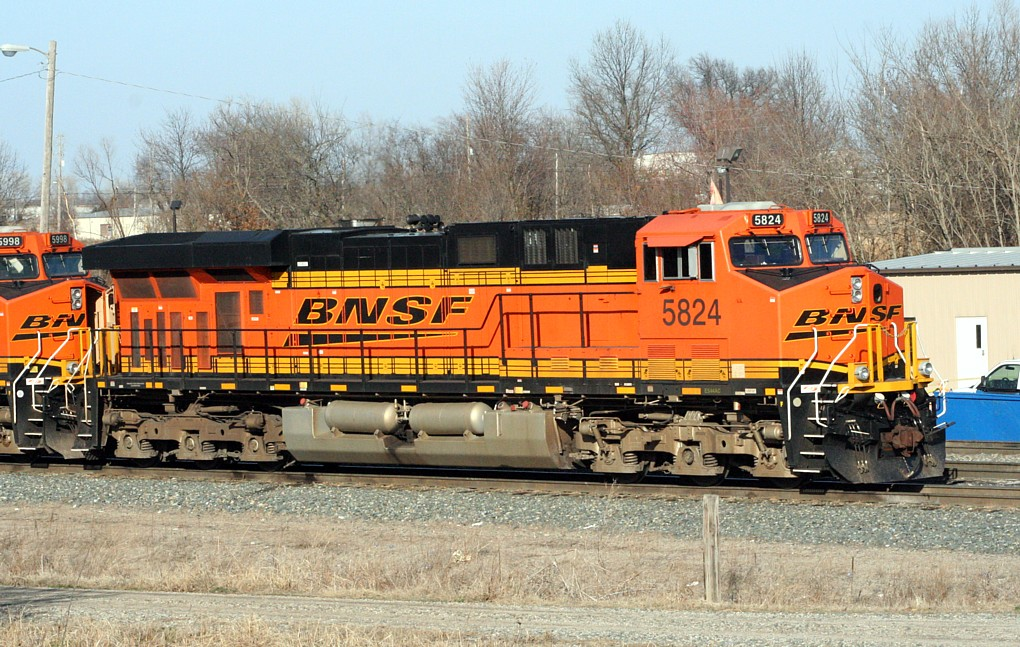
vanaf 2005